# Maxine Troglauer
Maxine Troglauer (* 1995 in Wiesbaden) ist eine deutsche Musikerin (Bassposaune, Komposition), die sich sowohl im Bereich des Jazz als auch der Klassischen Musik betätigt.

## Leben und Wirken
Troglauer spielte zunächst Tenorposaune, bevor sie als Jugendliche zur Bassposaune wechselte, als sie die Chance erhielt, Mitglied eines Posaunenquartetts zu werden, das ihr Posaunenlehrer in Wiesbaden gründete. Mit dem Quartett trat sie in den folgenden Jahren auch bei Jugend musiziert auf. Sie spielte außerdem im Landesjugendsinfonieorchester Hessen, dann im Bundesjugendorchester, im Landesjazzorchester Hessen und 2018/19 im Bundesjazzorchester.
Troglauer hat ab 2014 Posaune an der Hochschule für Musik Hanns Eisler Berlin und von 2015 bis 2019 an der Hochschule für Musik, Theater und Medien Hannover studiert; den Master-Abschluss absolvierte sie 2021 an der Manhattan School of Music bei Bassposaunist Dave Taylor in New York. Sie war Preisträgerin der Oscar und Vera Ritter-Stiftung 2022 und wirkte an Produktionen des NDR und des  Bayerischen Rundfunks mit, hatte weiterhin Engagements bei Solo- und Kammermusikkonzerten mit den Münchner Symphonikern, dem UMO Jazz Orchestra, der hr-Bigband sowie bei Festivals wie beim Schleswig-Holstein Musikfestival, dem Beethovenfest Bonn, dem Heidelberger Frühling, dem Hitzacker Musikfestival und den Festspielen Mecklenburg-Vorpommern. 
2025 legte Troglauer ihr Debütalbum Hymn vor, eine Produktion des Deutschlandfunks, an der Peter Evans, Robert Lucaciu, Julius Windisch und Wouter Kühne beteiligt waren. Die kanadische Trompeterin Ingrid Jensen bezeichnete in den Liner Notes Troglauers Posaunenspiel als „reichhaltig und prophetisch“; sie ist der Meinung, dass Troglauer „eine experimentierfreudige Komponistin ist … mit einem tief verwurzelten, wunderschönen Klang, der intellektuell mit kreativen Ideen ausbalanciert ist, mit denen man endlos um die Welt fliegen kann“. In Kritiken wurde „ihre enorme stilistische Weltläufigkeit“ hervorgehoben.
Beteiligt war Troglauer u. a. an Aufnahmen von Mina Richman (Grown Up), Dota Kehr (In der Fernsten der Fernen) und  Florian Weber (Imaginary Cycle (Music for Piano, Brass Ensemble and Flute), ECM, 2024). Trogauer lebt als freiberufliche Musikerin in Berlin.